# 塔瓦雷·巴斯克斯
塔瓦雷·拉蒙·巴斯克斯·罗萨斯（西班牙語：Tabaré Ramón Vázquez Rosas；1940年1月17日—2020年12月6日），乌拉圭政治家，第39和第41任烏拉圭總統。

## 總統
他的父亲埃克托（Héctor Vázquez）是一名乌拉圭国营石油公司（ANCAP）的工人，他曾就读于乌拉圭共和国大学医学院，1972年毕业。1976年，他到法国古斯塔夫·鲁西研究所培训，1980年代加入乌拉圭社会党。
1994年及1999年參選总统但失敗。2005年3月1日正式就任乌拉圭总统，是该国历史上第一位左翼总统。任內他採取溫和的經濟及社會改革，並與美國保持良好關係。
2014年11月30日，以56.62%第二度當選總統，於2015年3月1日展開第二個任期。
巴斯克斯前总统於2020年12月6日因肺癌逝世，终年80岁。

## 外部連結
- （西班牙文） 烏拉圭總統網站

| 官衔                            | 官衔                              | 官衔                        |
| ------------------------------- | --------------------------------- | --------------------------- |
| 前任者： Eduardo Fabini Jiménez | 蒙特維多市長 1990–1994            | 繼任者： Tabaré González    |
| 前任者： 豪爾赫·巴特列          | 烏拉圭總統 2005–2010              | 繼任者： 何塞·穆希卡        |
| 前任者： 何塞·穆希卡            | 烏拉圭總統 2015–2020              | 繼任者： 路易斯·拉卡列·波乌 |
| 政党职务                        |                                   |                             |
| 前任者： Liber Seregni          | 廣泛陣線领袖 1996年2月5日–2004620 | 繼任者： Jorge Brovetto     |